# Kyaniet
Het mineraal kyaniet of distheen is een aluminium-silicaat met de chemische formule Al2SiO5. Het behoort tot de groep van de nesosilicaten.

## Eigenschappen
Het blauwe, grijze, witte, groene of zwarte mineraal heeft een perfecte splijting volgens het kristalvlak [100], een witte streepkleur en een glas- tot parelglans. Het kristalstelsel is triklien, de gemiddelde dichtheid is 3,61 en de hardheid is 4 tot 7. Kyaniet is noch magnetisch, noch radioactief.

## Naam
De naam van het mineraal kyaniet is afgeleid van het Griekse woord kyanos, dat "blauw" betekent.

## Voorkomen
Kyaniet is een zeer veelvoorkomend mineraal als onderdeel van vele gesteenten. Het komt onder andere voor in gemetamorfoseerde sedimentaire gesteenten. Het is ook, samen met de andere aluminiumsilicaten sillimaniet en andalusiet een indicatief mineraal voor de diepte en temperatuur waarbij een gesteente metamorfose ondergaan heeft. Kyaniet is gewoonlijk stabiel bij temperaturen beneden de 650 °Celsius en bij drukken hoger dan 0,3 GPa (gigaPascal). De druk en temperatuur zijn gerelateerd waardoor bij hoge druk (0,6 GPa) een hogere temperatuur (600 °C) nodig is om uit kyaniet sillimaniet te vormen. Bij drukken beneden 0,3 GPa is juist andalusiet het stabiele aluminiumsilicaat.
Kyanieten van edelsteenkwaliteit komen voor in India, in de edelsteenafzettingen in Myanmar en Korea. In de Verenigde Staten worden kyanieten gewonnen in Californië, Tennessee, Georgia, New Hampshire en North Carolina. In Afrika komt kyaniet voor in Kenia, Tanzania, in Europa in Rusland, Zwitserland, Oostenrijk en Frankrijk.
Kyaniet komt voor in de zandfractie van Nederlandse Kwartaire riviersedimenten. In de zware-mineraalanalyse zoals dat in Nederland bij de Rijks Geologische Dienst gedurende de tweede helft van de twintigste eeuw plaatsvond, wordt het mineraal ingedeeld bij de zogenoemde stabiele groep. Bij dit onderzoek wordt alleen de naam distheen gebruikt.

## Bewerking
Kyaniet wordt gebruikt als facetslijpsel of verwerkt tot cabochons.